# Tokyo Tower
Tokyo Tower (jap. 東京タワー Tōkyō Tawā) – wieża telewizyjno-radiowa z punktem obserwacyjnym położona w Tokio, w parku Shiba, w dzielnicy Minato. Została ukończona w 1958 roku i ma 333 metry wysokości. Jest wzorowana na wieży Eiffla. W Japonii budowla znana jest również jako Tōkyō-tō (jap. 東京塔 dosł. Wieża Tokijska).

## Transmisja
Stacje, które korzystają z anteny na wieży to:
- NHK General TV
- NHK Educational TV
- NHK -FM
- TV Asahi
- Fuji TV
- TBS TV
- NTV TV
- TV Tokyo
- Tokyo FM
- FM Interwave
- The University of the Air TV
- The University of the Air-FM
- Tokyo Metropolitan Television
- Nikkei Radio Broadcasting Relay Antenna